# Ochropleura denigrata
Ochropleura denigrata är en fjärilsart som beskrevs av Barend J. Lempke 1962. Ochropleura denigrata ingår i släktet Ochropleura och familjen nattflyn. Inga underarter finns listade i Catalogue of Life.